# Yamashita-Sprung
Der Yamashita (jap. 山下 ) ist ein Element im Turnen (Pferdsprung).
Er ist ein Handstütz-Sprungüberschlag mit Beugen und Strecken der Hüfte in der zweiten Flugphase. Der Sprung kann mit einer halben oder einer ganzen Drehung in beiden Flugphasen, oder ohne Drehung gezeigt werden. Der Sprung ist nach dem japanischen Turner Haruhiro Yamashita benannt, der ihn zuerst in internationalen Wettkämpfen gezeigt hat.
Je nach Drehung hat dieser Sprung beim Kunstturnen der Frauen einen internationalen Schwierigkeitsgrad (nach C.d.P.) von 2,60 bis 3,40 Punkten.
Der Yamashita ist Pflichtsprung bei der P-Übung im Gerätturnen weiblich in der Altersklasse 8 (P8a und P8b).